# 平望镇
平望是吴江区八大镇之一，为典型的江南小镇。它位于江苏省苏州市吴江区中部，处在上海、苏州、浙江的交通要道上。其行政区总面积为133.5平方公里,包括河西、南大、西塘、新建、南新、新诚、梅堰7个社区居委会，群星、金联、联丰、胜墩、中鲈、平西、上横、溪港、南杨、顾扇、莺湖、万心、端市、庙头、联合、双浜、龙南、三官桥、新南、平安、秋泽21个行政村。